# Campeonato Nacional de Rodeo de 2025
El Campeonato Nacional de Rodeo de 2025 fue la 76.ª versión de este campeonato y selló la temporada 2024-2025 de rodeos de Chile. Al igual que en los últimos campeonatos, se disputó en la Medialuna Monumental de Rancagua y fue organizado por la Federación del Rodeo Chileno. El campeonato fue disputado entre el 9 y el 13 de abril de 2025.
Los campeones fueron los jinetes Gustavo Valdebenito y Felipe Garcés quienes hicieron 32 puntos en dos colleras distintas, dejando en el tercer lugar a Cristóbal Cortina y Gonzalo Abarca, con 31. Valdebenito y Garcés empataron el primer lugar en dos colleras con 32 puntos buenos, en un hecho inédito e histórico en el rodeo chileno, pero decidieron desempatar para brindar espectáculo al público que repletó la medialuna. Fueron campeones montando a "Messi" y "El Mamo", con cuatro en el toro extra, por sobre el punto que consiguieron en "Dele Compadre" y "Paltón".
El "doblete" del criadero Peleco es un logro que no ocurría desde el Campeonato Nacional de Rodeo de 1986, cuando fueron primeros y segundos Hugo Cardemil y Guillermo Barra (Curicó) en "Salteador III" y "Pensamiento" con 23 puntos, y en "Reservado" y "Curanto" con 20. La misma marca también fue lograda en Los Andes durante el campeonato de 1954 con Alberto Montt y Mario Molina (Rengo) en "Perro" y "Estropajo" con 21, y en "Cascarón" y "Boreal" con 20. A pesar de que se habían logrado dobletes anteriormente, esta fue la primera vez que ocurre un desempate entre la misma collera de jinetes por el primer y segundo lugar.
Los participantes fueron aquellos que lograron el puntaje y requisito necesario durante la temporada de rodeo 2024-2025 para disputar los rodeos clasificatorios, que fueron un total de cinco (zona sur, zona centro, zona norte, repechaje centro sur y repechaje centro norte). Aquellos que lograron el cupo en estos rodeos clasificatorios pasaron a las series de clasificación en Rancagua, además de una collera de la Asociación Arica y Tarapacá (que premió en cancha también), una de Norte Grande y dos de Magallanes, con cupo directo como zonas extremas. Además, figuran los vencedores de la Final de Rodeos para Criadores. Los campeones de la edición anterior, los jinetes Luis Huenchul y Felipe Undurraga en las yeguas "Favela" y "Huasteca" clasificaron automáticamente a la serie de campeones del domingo.
Para este campeonato, y también para sus rodeos clasificatorios, se implementó, por primera vez en la historia, un sistema de revisión de situaciones en tiempo real, similar a lo que es el VAR en el fútbol. Este sistema consiste en la implementación de un monitor de televisión al interior de la caseta del jurado, en donde se pueden revisar situaciones dudosas. Esta tecnología se usa exclusivamente a criterio de los jueces, en ningún caso son los jinetes los que soliciten la revisión.
El 76° Campeonato Nacional de Rodeo fue transmitido en vivo por el canal Campo Abierto Televisión. En los días de competencia hubo más de 70.000 espectadores y la transmisión tuvo más de un millón de visualizaciones.

## Sede
Al igual que en los últimos campeonatos, la 76.º edición se desarrolló en la Medialuna Monumental de Rancagua.
| Rancagua                         | Rancagua (Chile) |
| -------------------------------- | ---------------- |
| Medialuna Monumental de Rancagua | Rancagua (Chile) |
| Capacidad: 12 000                | Rancagua (Chile) |
|                                  | Rancagua (Chile) |

## Resultados

### Serie de Campeones
Esta serie es la final del rodeo y fue diputada por aquellas «colleras» que lograron un cupo en las distintas series de clasificación y consta de cuatro «animales» (cuatro etapas). Fue ganada de manera inapelable por los jinetes del criadero Peleco, Gustavo Valdebenito y Felipe Garcés.
| Cuarto Animal 2025 | Cuarto Animal 2025                  | Cuarto Animal 2025          | Cuarto Animal 2025 | Cuarto Animal 2025 |
| ------------------ | ----------------------------------- | --------------------------- | ------------------ | ------------------ |
| Posición           | Jinetes                             | Caballos                    | Asociación         | Puntaje            |
| 1.ª                | Gustavo Valdebenito y Felipe Garcés | "Messi" y "Mamo"            | Malleco            | 32 (9+8+11+4) +4   |
| 2.ª                | Gustavo Valdebenito y Felipe Garcés | "Dele Compadre" y "Paltón"  | Malleco            | 32 (7+10+8+7) +1   |
| 3.ª                | Cristóbal Cortina y Gonzalo Abarca  | "Felito" y "Chiloco"        | Maipo Norte        | 31 (8+12+7+4)      |
| 4.ª                | Raúl Contesse y Claudio Bustos      | "Morhuilla" y "Campo Lindo" | Río Cachapoal      | 28 (8+12+5+3)      |
| 5.ª                | Pedro Espinoza y Raúl Silva         | "Allá Voy" y "Alcahuete"    | Maipo Norte        | 27 (10+4+10+3)     |
| 6.ª                | Diego Vial y Diego Meza             | "Remolienda" y "Payador"    | Santiago Poniente  | 27 (10+4+10+3)     |

### Serie Criaderos
- 1.er lugar: Criadero Agua de los Campos y Maquena, Cristóbal Cortina y Gonzalo Abarca (Asociación Maipo Norte) en "Paisano Amigo" y "Cuchu Cuchu" con 35 puntos buenos (12+7+8+8).
- 2.º lugar: Criadero Agua de los Campos y Maquena, Cristóbal Cortina y Gonzalo Abarca (Asociación Maipo Norte) en "Felito" y "Chiloco" con 32 (11+8+7+6).
- 3.er lugar: Criadero Puyehue, Sebastián Ibáñez y Vittorio Cavalieri (Asociación Río Rahue) en "Yucatán" y "Verijero" con 31 (11+7+6+7).

### Serie Mixta
- 1.er lugar: Criadero Lo Miranda, Diego Vial y Diego Meza (Asociación Santiago Poniente) en "Remolienda" y "Payador" con 39 puntos buenos (8+12+6+13).
- 2.º lugar: Criadero Peleco, Gustavo Valdebenito y Felipe Garcés (Asociación Malleco) en "Cartagena" e "Hidalgo" con 33 (7+12+6+8).
- 3.er lugar: José Bozo y Tomás Frías (Asociación Aguanegra) en "Me Pillai" y "Fachoso" con 25 (12+1+8+4).

### Serie Caballos
- 1.er lugar: Criadero Palmas de Peñaflor, Francisco Moreno y Alfredo Moreno (Asociación Santiago Sur) en "Talero" y "Remo" con 38 puntos buenos (11+8+8+11).
- 2.º lugar: José Toledo y Gustavo Ortega (Asociación Petorca) en "Bambino" y "Satanás" con 30 (8+8+4+10).
- 3.er lugar: Raúl Contesse y Claudio Bustos (Asociación Río Cachapoal) en "Morhuilla" y "Campo Lindo" con 28 (9+3+7+9).

### Serie Yeguas
- 1.er lugar: Pablo Pino y Diego Tamayo (Asociación Santiago Oriente) en "Negrita" y "Plegaria" con 32 puntos buenos (10+9+6+7).
- 2.º lugar: Pablo Soto y Cristián Medina (Asociación Ñuble) en "Niña Claudia" y "Saca Pica" con 31 (7+8+8+8).
- 3.er lugar: Criadero Carimallín, Pedro Espinoza y Arturo Ríos (Asociación Maipo Norte) en "Amante" y "Revoltosa" con 28 (8+12+7+1).

### Serie Potros
- 1.er lugar: Gonzalo Honold y Manuel Honold (Asociación Curicó) en "Copuchento" y "Cacique" con 30 puntos buenos (8+9+6+7).
- 2.º lugar: Nicolás Barros y Emiliano Ruiz (Asociación Cordillera) en "Rescate" y "El Colero" con 29 (8+12+8+1).
- 3.er lugar: José Abarca y Diego Navea (Santiago Cumbre) en "Frontal" y "Maestro" con 29 (5+6+7+11).

### Primera Serie Libre A
- 1.er lugar: Criadero Los Tacos de Rumai, Cristián Hermosilla y Roberto Bozzo (Asociación Melipilla) en "Resolana" y "Réplica" con 37 puntos buenos (10+8+7+12).
- 2.º lugar: Pedro Espinoza y Raúl Silva (Asociación Maipo Norte) en "Allá Voy" y "Alcahuete" con 35 (9+9+8+9).
- 3.er lugar: Criadero Taitao II, Diego Pacheco y Juan Ignacio Meza (Asociación Colchagua) en "Safira" y "Estelita" con 34 (11+9+11+3).
- 4.º lugar: Pablo Soto y Cristián Medina (Asociación Ñuble) en "Nochero" y "Cototudo" con 32 (8+8+11+5) +8.
- 5.º lugar: Pablo Pino y Diego Tamayo (Asociación Santiago Oriente) en "Fantoche" y "Chacarero" con 32 (8+9+11+4) +4+4.

### Primera Serie Libre B
- 1.er lugar: Criadero Peleco, Gustavo Valdebenito y Felipe Garcés (Asociación Malleco) en "Dele Compadre" y "Paltón" con 32 puntos buenos (8+4+9+11).
- 2.º lugar: Gonzalo Díaz y Sebastián Caro (Asociación Aguanegra) en "Rota Cachaña" y "Qué Galla" con 31 (7+9+8+7).
- 3.er lugar: Alfonso Navarro y Hugo Navarro (Asociación Curicó) en "Campero" y "Oculto T.E." con 28 (8+8+4+8).
- 4.º lugar: Gonzalo Schwalm y Gonzalo Schwalm (Asociación Osorno) en "Rebelde" y "Estrella" con 27 (8+8+6+5).
- 5.º lugar: Criadero La Reserva del Jutre, Matías Sepúlveda y Nicolás Sepúlveda (Asociación Talca Oriente) en "Carmelita" y "Combinao" con 26 (6+8+10+2) +13+5+1.

### Segunda Serie Libre A
- 1.er lugar: José Grob y Camilo Padilla (Asociación Osorno) en "Guante" y "Ponche" con 33 puntos buenos (8+5+9+11).
- 2.° lugar: José Díaz y Emmanuel Silva (Asociación O'Higgins) en "Requerido" y "Qué Encachao" con 31 (9+4+12+6).
- 3.er lugar: Criadero Vista Volcán, Rafael Melo y Ricardo Álvarez (Asociación Valdivia) en "Grito al Cielo" y "Sendero de Monte" con 30 (8+11+8+3).
- 4.° lugar: Criadero Colpi, Pedro González y Fernando Daettwyler (Asociación Río Cautín) en "Querendona" y "Coronela" con 27 (9+3+8+7).

### Segunda Serie Libre B
- 1.er lugar: José Sánchez y José García (Asociación O'Higgins) en "Chiflón" y "Altiva" con 41 puntos buenos (11+9+11+10).
- 2.º lugar: Emilio Mella y Marcos Núñez (Asociación Maipo) en "Zarpaso" y "Recado" con 40 (11+8+13+8).
- 3.er lugar: Criadero Lo Miranda, Gonzalo Vial y Diego Meza (Asociación Santiago Poniente) en "Orégano" y "Maitén" con 38 (7+9+9+13).
- 4.º lugar: Juan Yáñez y Juan Yáñez (Asociación Cardenal Caro) en "Fantaciosa" y "Astronera" con 32 (13+8+7+4).

### Movimiento de la rienda femenino
- Campeona: Yeny Troncoso (Asociación Concepción) en "Escapada" con 61 puntos.
- Segunda campeona: Josefina Easton (Asociación Aysén) en "Año Nuevo" con 54.

### Movimiento de la rienda masculino
- Campeón: Luis Eduardo Cortés (Asociación Santiago Sur) en "Bien Vista" con 66 puntos.
- Segundo campeón: Emmanuel Silva (Asociación O'Higgins) en "Mediodía" con 65+18.

## Clasificatorios
En agosto de 2024 el directorio de la Federación del Rodeo Chileno dio a conocer la fecha y las sedes de los rodeos clasificatorios.
- 27 y 28 de febrero, 1 y 2 de marzo de 2025: Rodeo Clasificatorio Zona Sur, Los Ángeles (Asociación Biobío).
- 6, 7, 8 y 9 de marzo de 2025: Rodeo Clasificatorio Zona Centro, San Clemente (Asociación Talca Oriente).
- 14, 15 y 16 de marzo de 2025: Rodeo Clasificatorio Zona Norte, Melipilla (Asociación Melipilla).
- 21, 22 y 23 de marzo de 2025: Rodeo Clasificatorio de Repechaje Zona Centro Sur, San Carlos (Asociación Ñuble).
- 28, 29 y 30 de marzo de 2025: Rodeo Clasificatorio de Repechaje Zona Centro Norte, Colina (Asociación Santiago).

### Clasificatorio Zona Sur de Los Ángeles
- 1.er lugar: Criadero Peleco, Gustavo Valdebenito y Felipe Garcés (Asociación Malleco) en "Mamo" y "Messi" con 34 puntos buenos (12+8+7+7).[16]
- 2.º lugar: Gonzalo Andrés Schwalm y Gonzalo Alfonso Schwalm (Asociación Osorno) en "Rebelde" y "Estrella" con 32 (7+8+4+13).
- 3.er lugar: Cristián Birchmeier y Jean Carlos Schnake (Asociación Malleco) en "Salagarda" y "Madeja" con 30 (11+4+9+6).

### Clasificatorio Zona Centro de San Clemente
- 1.er lugar: Criadero Taitao II, Roberto Pavez y Diego Pacheco (Asociación Colchagua) en "Nicodemo" y "Carpintero" con 37 puntos buenos (13+3+12+9).[17]
- 2.º lugar: Criadero Taitao II, Diego Pacheco y Juan Ignacio Meza (Asociación Colchagua) en "Safira" y "Estelita" con 34 (12+13+8+1).
- 3.er lugar: Gonzalo Díaz y Sebastián Caro (Asociación Aguanegra) en "Qué Galla" y "Rota Cachaña" con 33 (11+12+5+5).

### Clasificatorio Zona Norte de Melipilla
- 1.er lugar: Criadero Palmas de Peñaflor, Alfredo Moreno y Luis Eduardo Cortés (Asociación Santiago Sur) en "Barquero" y "Romancero" con 29 puntos buenos (5+9+7+8).[18]
- 2.º lugar: Joaquín Mallea y Álvaro Baeza (Asociación Santiago Sur) en "Romería" y "Toletole" con 27 (11+10+5+1).
- 3.er lugar: José Abarca y Diego Navea (Asociación Santiago Cumbre) en "Maestro" y "Frontal" con 26 (8+8+4+6).

### Clasificatorio Repechaje Zona Centro Sur de San Carlos
- 1.er lugar: Miguel Parra y Benjamín García (Asociación Ñuble Cordillera) en "Catete" y "Gaitero" con 43 puntos buenos (12+8+12+11).[19]
- 2.º lugar: Criadero Vista Volcán, Rafael Melo y Ricardo Álvarez (Asociación Valdivia) en "Grito al Cielo" y "Sendero de Monte" con 36 (9+9+9+9).
- 3.er lugar: Pablo Soto y Cristián Medina (Asociación Ñuble) en "Nochero" y "Cototudo" con 29 (8+8+3+10).

### Clasificatorio Repechaje Zona Centro Norte de Colina
- 1.er lugar: Jorge Ortega y Rodrigo Ortega (Asociación San Felipe) en "Pascua" e "Iloca" con 35 puntos buenos (12+7+8+8).[20]
- 2.º lugar: Criadero Lo Miranda, Gonzalo Rodolfo Vial y Diego Meza (Asociación Santiago Poniente) en "Orégano" y "Maitén" con 32 (7+10+12+3).
- 3.er lugar: Criadero Palmas de Peñaflor, Francisco Moreno y Alfredo Moreno (Asociación Santiago Sur) en "Remo" y "Talero" con 28 (7+10+7+4) +7+6.

## Cuadro de honor temporada 2024-2025
El 24 de julio de 2025, la Federación del Rodeo Chileno premió a su Cuadro de Honor de acuerdo al ránking de la temporada 2024-2025.

### Jinetes
- 1.º Felipe Garcés
- 2.º Gustavo Valdebenito
- 3.º Gonzalo Abarca
- 4.º Cristóbal Cortina
- 5.º Pedro Espinoza
- 6.º Raúl Contesse
- 7.º Diego Meza
- 8.º Claudio Bustos
- 9.º Diego Vial
- 10.º Raúl Silva

### Caballos
- 1.º Messi
- 2.º EL Mamo
- 3.º Dele Compadre
- 4.º Campo Lindo
- 5.º Morhuilla
- 6.º Allá Voy
- 7.º Payador
- 8.º Roto Rebelde
- 9.º Remo
- 10.º Talero

### Yeguas
- 1.º Remolienda
- 2.º Resolana
- 3.º Réplica
- 4.º Estrella
- 5.º Iloca
- 6.º Pascua
- 7.º Plegaria
- 8.º Negrita
- 9.º Revoltosa
- 10.º Carmelita

### Potros
- 1.º Paltón
- 2.º Chiloco
- 3.º Felito
- 4.º Alcahuete
- 5.º Barquero
- 6.º Copuchento
- 7.º Romancero
- 8.º Fachoso
- 9.º Cacique
- 10.º Ponche